# ساز

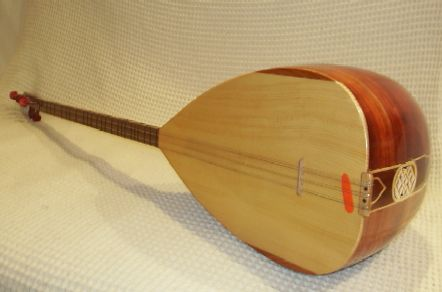
الساز.

الساز هي آلة موسيقية وتريّة تتشارك فيها مختلف الثقافات في شرق البحر الأبيض المتوسط، والشرق الأدنى، ومنطقة آسيا الوسطى.
يشار إليها أحياناً باسم باغلاما. الساز (من ساز الفارسي، وهذا يعني طقم أو مجموعة)، إن مصطلح «الساز» يشير إلى عائلة من الآلات الوترية، العود طويل العنق المستخدم في الموسيقى الكلاسيكية العثمانية والموسيقى التركية الشعبية والموسيقى الآذرية، الموسيقى الكردية والآشورية، والموسيقى الأرمنية، وأجزاء من سوريا والعراق ودول البلقان. تم العثور على أدوات تشبه الساز حديثاً في الحفريات الأثرية السومرية والحثية في الأناضول التي يرجع تاريخها قبل الوقت المعاصر، وفي الأعمال اليونانية القديمة.
لا تحظى أي آلة موسيقية في تركيا بما تحظى به آلة «الساز» من حب وارتباط. ورثها الأتراك عن أجدادهم العثمانيين الذين جاؤوا بهذه الآلة الموسيقية من آسيا الوسطى، ومنذ ذلك الحين احتلت آلة «الساز» مكانة أساسية مميزة في الموسيقى التركية.